# Генрик Ольшевський
Генрик Анастазі Ольшевський (пол. Henryk Anastazy Olszewski; 2 січня 1932 року, Швеці — 19 серпня 2021 року, Познань) — польський історик права та педагог, професор юридичних наук.

## Біографія
Син Маріана та Стефанії. 1954 року закінчив юридичний факультет Познанського університету. Докторський ступінь отримав 1959 року в цьому ж університеті на основі роботи «Політичний устрій Речі Посполитої у поглядах шляхти в 1697—1740 роках». З 1959 року був членом Польської об'єднаної робітничої партії. У 1966 році отримав габілітацію на основі дисертації «Сейм Речі Посполитої епохи олігархії. Юридична практика-теорія-програми». 1976 року йому було надано звання доцента. 1986 року став ординарним професором.
Професійно був пов'язаний з Університетом ім. Адама Міцкевича в Познані. 1966 року став завідувачем кафедри історії політичних і правових вчень факультету права й управління і тримався цієї посади до виходу на пенсію 2002 року. Також читав лекції в інших польських університетах. Був академічним викладачем на юридичному факультеті Університету соціальної психології та гуманітарних наук у Варшаві. У 1968—1972 роках був заступником декана, а в 1975—1978 роках деканом факультету права й управління Університету Адама Міцкевича. Впродовж багатьох років читав лекції з історії політичних і правових учень у Collegium Polonicum в Слубиці, спільній установі Університету Адама Міцкевича і Європейського університету Віадріна у Франкфурті-на-Одері.
З 1998 року був членом-кореспондентом, а з 2007 року дійсним членом Польської академії наук. Також, був членом Комітету юридичних наук і Комітету політичних наук Польської академії наук і Центрального комітету за ступенями та званнями. У 1986—1989 роках був членом Національного Грюнвальдського комітету. У 1978—2014 роках був головним редактором «Право-історичного журналу».

## Нагороди та звання
Був нагороджений, зокрема, кавалерським, офіцерським (1977) та командорським (2011) хрестами ордена Polonia Restituta, Золотим хрестом Заслуги, медаллю Комісії Народної Освіти, а також португальським командорським хрестом ордена інфанта Енріке (1976). Доктор Гоноріс кауза Університету Віадріна та Ягеллонського університету (2010).

## Обране
- Doktryny prawno-ustrojowe czasów saskich (1961).
- Sejm Rzeczypospolitej epoki oligarchii 1645—1763 (1966).
- Nauka historii w upadku (1982).
- Zwischen Begeisterung und Widerstand. Deutsche Hochschullehrer und der Nationalsozialismus (1990).
- Słownik twórców idei (1998).
- Sejm w dawnej Rzeczypospolitej. Ustrój i idee (2002).